# Hevesi-sík
A Hevesi-sík Heves vármegye egyik kistája. A magas ártéri hordalékkúp síkság tengerszint feletti magasságai 88 és 102 méter közt váltakoznak. A területén található a Hevesi Füves Puszták Tájvédelmi Körzet. A földrajzi kistáj területe 1000 km². Településhálózata tizenhét önkormányzatból tevődik össze. Települései: Aldebrő, Átány, Besenyőtelek, Boconád, Dormánd, Egerfarmos, Erdőtelek, Erk, Feldebrő, Füzesabony, Heves, Hevesvezekény, Kál, Kápolna, Kisköre, Kompolt, Pély, Mezőszemere.